# هاشم علي
هاشم علي عبد اللطيف لاعب كرة قدم قطري يلعب حالياً في نادي السد.

## مسيرة اللاعب
لعب سابقاً في نادي السد والنادي العربي ونادي الريان.

## روابط خارجية
- هاشم علي على موقع قاعدة بيانات كرة القدم.إي يو (الإنجليزية)
- هاشم علي على موقع Soccerway.com (الإنجليزية)